# خورشیدگرفتگی ۲۳ ژوئیه ۲۰۹۳
خورشیدگرفتگی ۲۳ ژوئیه ۲۰۹۳ (به انگلیسی: Solar eclipse of July 23, 2093) یک خورشیدگرفتگی از نوع خورشیدگرفتگی حلقه‌ای است. این خورشیدگرفتگی در تاریخ ۲۳ ژوئیه ۲۰۹۳ میلادی (‎۲ مرداد ۱۴۷۲ خورشیدی) روی خواهد داد که زمان اوج آن، ساعت ۱۲:۳۲:۰۴ به‌وقت ساعت هماهنگ جهانی است. مدت زمان و طول این خورشیدگرفتگی ۵ دقیقه و ۱۱ ثانیه خواهد بود.